# Yet Another Bebop Day
Yet Another Bebop Day – drugi solowy album polskiego pianisty jazzowego Wojtka Groborza. Nagrania Wojtek Groborz Trio zrealizowane zostały w Polskim Radiu Kraków w dniach 19 – 21 kwietnia 1999. CD wydany został w marcu 2000 przez wydawnictwo Not Two Records.

## Muzycy
- Wojtek Groborz – piano
- Tomasz Kupiec – kontrabas
- Łukasz Żyta – perkusja (1,2,4,6-11)
- Wiesław Jamioł – perkusja (3,5,12)

## Lista utworów
| 1.  | "Another Bebop Day" (W. Groborz)                     | 4:08    |
|     |                                                      |         |
| 2.  | "Tour De Force" (Dizzy Gillespie)                    | 5:29    |
|     |                                                      |         |
| 3.  | "Manteca" (Chano Pozo, D. Gillespie, Gil Fuller)     | 6:39    |
|     |                                                      |         |
| 4.  | "Anthropolgy" (D. Gillespie, Charlie Parker)         | 4:59    |
|     |                                                      |         |
| 5.  | "Tin Tin Deo" (Chano Pozo, Gil Fuller, D. Gillespie) | 8:23    |
|     |                                                      |         |
| 6.  | "Decoy's Line" (Wojciech Groborz)                    | 4:32    |
|     |                                                      |         |
| 7.  | "Salt Peanuts" (Kenny Clarke, D. Gillespie)          | 3:29    |
|     |                                                      |         |
| 8.  | "52nd Street Theme" (Thelonious Monk)                | 6:04    |
|     |                                                      |         |
| 9.  | "Old Folks" (Willard Hill, Edette Robinson)          | 7:14    |
|     |                                                      |         |
| 10. | "Perdido" (Juan Tizol)                               | 4:36    |
|     |                                                      |         |
| 11. | "Be-Bop" (D. Gillespie)                              | 4:16    |
|     |                                                      |         |
| 12. | "Contigo En La Distancia" (Cesar Portillo de la Luz) | 6:36    |
|     |                                                      |         |
|     |                                                      | 1:06:25 |
|     |                                                      |         |

## Informacje uzupełniające
- Produkcja – Wojtek Groborz
- Współpraca producencka – Antoni Dębski
- Inżynier dźwięku – Aleksander Wilk
- Projekt okładki – Andrzej Wojnowski
- Omówienie (tekst) – Henryk Choliński
- Zdjęcia, produkcja wykonawcza – Leszek Cicirko